# Đạo luật Nhập cư và Quốc tịch 1965
Luật Nhập cư và Quốc tịch năm 1965 là một đạo luật liên bang được Quốc hội Hoa Kỳ khóa 89 thông qua và được Tổng thống Lyndon B. Johnson ký ban hành. Đạo luật bãi bỏ hạn ngạch nhập cư dựa trên nguồn gốc dân tộc trong chính sách nhập cư của Hoa Kỳ và chính thức cho phép tăng nhập cư từ Nam Âu, Đông Âu, châu Á và những dân tộc khác ngoài Tây Âu, Bắc Âu.
Hạn ngạch nguồn gốc dân tộc được quy định từ thập niên 20 nhằm duy trì tính đồng nhất của dân số Hoa Kỳ thông qua thúc đẩy nhập cư từ Tây và Bắc Âu. Trước khi đạo luật được ban hành, dân số Hoa Kỳ gồm 85% người Mỹ da trắng, 11% người Mỹ gốc Phi, ít hơn 4% người Mỹ gốc Latinh. Từ thập niên 60, khi phong trào dân quyền Hoa Kỳ vào hồi cao trào, hạn ngạch nguồn gốc dân tộc bị lên án là phân biệt chủng tộc. Với sự ủng hộ của chính quyền Johnson, Thượng nghị sĩ Philip Hart và Hạ nghị sĩ Emanuel Celler trình một dự luật nhằm bãi bỏ hạn ngạch nhập cư. Dự luật được đông đảo nghị sĩ Đảng Dân chủ và Đảng Cộng hòa phía bắc ủng hộ nhưng bị những nghị sĩ bảo thủ phía nam phản đối mạnh mẽ. Ngày 3 tháng 10 năm 1965, Tổng thống Johnson ký ban hành Luật Nhập cư và Quốc tịch năm 1965. Đạo luật mở cửa nhập cư từ những khu vực ngoài Tây Âu và Bắc Âu và thay đổi đáng kể nhân khẩu của Hoa Kỳ.
Luật Nhập cư và Quốc tịch năm 1965 quy định bảy diện thị thực ưu tiên dành cho người thân, con cái của công dân Hoa Kỳ và thường trú nhân, chuyên gia, cá nhân có kỹ năng chuyên môn và người tị nạn. Đạo luật lần đầu tiên giới hạn số lượng nhập cư từ Tây Bán cầu dưới 120.000 người mỗi năm. Từ khi đạo luật được ban hành, số lượng nhập cư vào Hoa Kỳ từ châu Á, châu Phi, Đông Âu và Nam Âu bắt đầu tăng mạnh.

## Bối cảnh
Luật Nhập cư và Quốc tịch năm 1965 đánh dấu một sự đột phá triệt để trong chính sách nhập cư của Hoa Kỳ. Từ khi Quốc hội giới hạn nhập tịch dành cho "người da trắng" vào năm 1790 thì Hoa Kỳ đã hạn chế nhập cư từ châu Á, châu Phi và ưu tiên nhập cư từ Bắc Âu, Tây Âu so với Nam Âu, Đông Âu. Trong thời kỳ này, hầu hết những người nhập cư vào Hoa Kỳ là người Bắc Âu theo đạo Tin Lành và người Tây Phi bị bán làm nô lệ. Từ giữa thế kỷ 19, xu hướng nhập cư vào Hoa Kỳ bắt đầu thay đổi. Về phía tây, một lượng lớn người châu Á, nhất là người Trung Quốc, nhập cư làm lao động giá rẻ, trong khi người nhập cư từ Đông Âu và Nam Âu định cư về phía đông.

Một khi thành phần chủng tộc của người nhập cư bắt đầu thay đổi, Hoa Kỳ ban hành các chính sách nhằm giảm nhập cư từ những chủng tộc, dân tộc nhất định. Luật bài Hoa được ban hành vào năm 1882, quy định cấm nhập cư đối với người Trung Quốc. Năm 1917, Quốc hội thông qua Luật Nhập cư, quy định người nhập cư phải biết hiểu biết ngôn ngữ và hạn chế nhập cư từ những khu vực ngoài Bắc Âu và Tây Âu. Luật Hạn ngạch khẩn cấp được ban hành vào năm 1921, quy định hạn ngạch nhập cư đối với mọi nước dựa trên tỷ lệ nhập cư của mỗi nước vào năm 1910. Luật Nhập cư năm 1924 chính thức quy hạn ngạch nguồn gốc dân tộc làm cơ sở của chính sách nhập cư Hoa Kỳ nhằm hạn chế nhập cư từ châu Á, Nam Âu và Đông Âu. Văn phòng Sử liệu Bộ Ngoại giao Hoa Kỳ nhận định, mục đích của Luật Nhập cư năm 1924 là "duy trì lý tưởng về sự đồng nhất của Hoa Kỳ" bằng cách hạn chế nhập cư từ Nam Âu và Đông Âu. Trên toàn thế giới, Hoa Kỳ được công nhận là đi tiên phong trong việc luật hóa phân biệt chủng tộc. Chế độ phân biệt chủng tộc của Đức Quốc Xã lấy cảm hứng từ chế độ nhập cư, nhập tịch và kết hôn của Hoa Kỳ. Trong Mein Kampf, Adolf Hitler ca ngợi chế độ nhập cư của Hoa Kỳ:
Hoa Kỳ dứt khoát không cho phép những phần tử không khỏe mạnh nhập cư và hoàn toàn cấm một số chủng tộc nhất định nhập cư.

Từ thập niên 60, Hoa Kỳ đối mặt với sức ép thay đổi hạn ngạch nguồn gốc dân tộc trong chính sách nhập cư. Về đối nội, chính sách bị lên án là phân biệt đối xử về nơi sinh của một cá nhân. Về đối ngoại, những nước cựu đồng minh quân sự và những nước độc lập mới vận động thay đổi chính sách nhập cư, nhập tịch phân biệt đối xử thông qua những tổ chức quốc tế như Liên Hợp Quốc. Trước đó, đã có nỗ lực thẩm tra, đánh giá hạn ngạch nguồn gốc dân tộc. Năm 1952, Tổng thống Truman chỉ đạo Ủy ban Nhập cư và Nhập tịch rà soát chính sách nhập cư của Hoa Kỳ. Báo cáo của ủy ban trở thành cơ sở của Luật Nhập cư và Quốc tịch. Vào thời điểm phong trào dân quyền Hoa Kỳ đến cao trào, hạn ngạch nguồn gốc dân tộc bị công kích là đáng xấu hổ. Nhiều chính trị gia, quan chức cấp cao và nhóm lợi ích ủng hộ thông qua dự luật. Tuy nhiên, dư luận không đồng tình với chủ trương của chính quyền: chỉ 51% ủng hộ bãi bỏ hạn ngạch nguồn gốc dân tộc trong một cuộc thăm dò ý kiến vào năm 1965. Đạo luật được thông qua vào ngày 3 tháng 10 năm 1965. Tổng thống Johnson ký ban hành đạo luật dưới chân Tượng Nữ thần Tự do, chấm dứt chính sách ưu tiên người nhập cư da trắng có từ thế kỷ 18.
Luật Nhập cư và Quốc tịch năm 1965 không hoàn toàn cấm phân biệt đối xử trong việc cấp thị thực, bao gồm cho phép chính phủ Hoa Kỳ cấm người LGBT nhập cư. Cục Nhập cư và Nhập tịch tiếp tục cấm người LGBT nhập cư với lý do họ "khiếm khuyết về tinh thần" hoặc "mắc chứng tâm thần bẩm sinh" cho đến khi Luật Nhập cư năm 1990 bãi bỏ quy định phân biệt đối xử về xu hướng tình dục.

## Lịch sử lập pháp

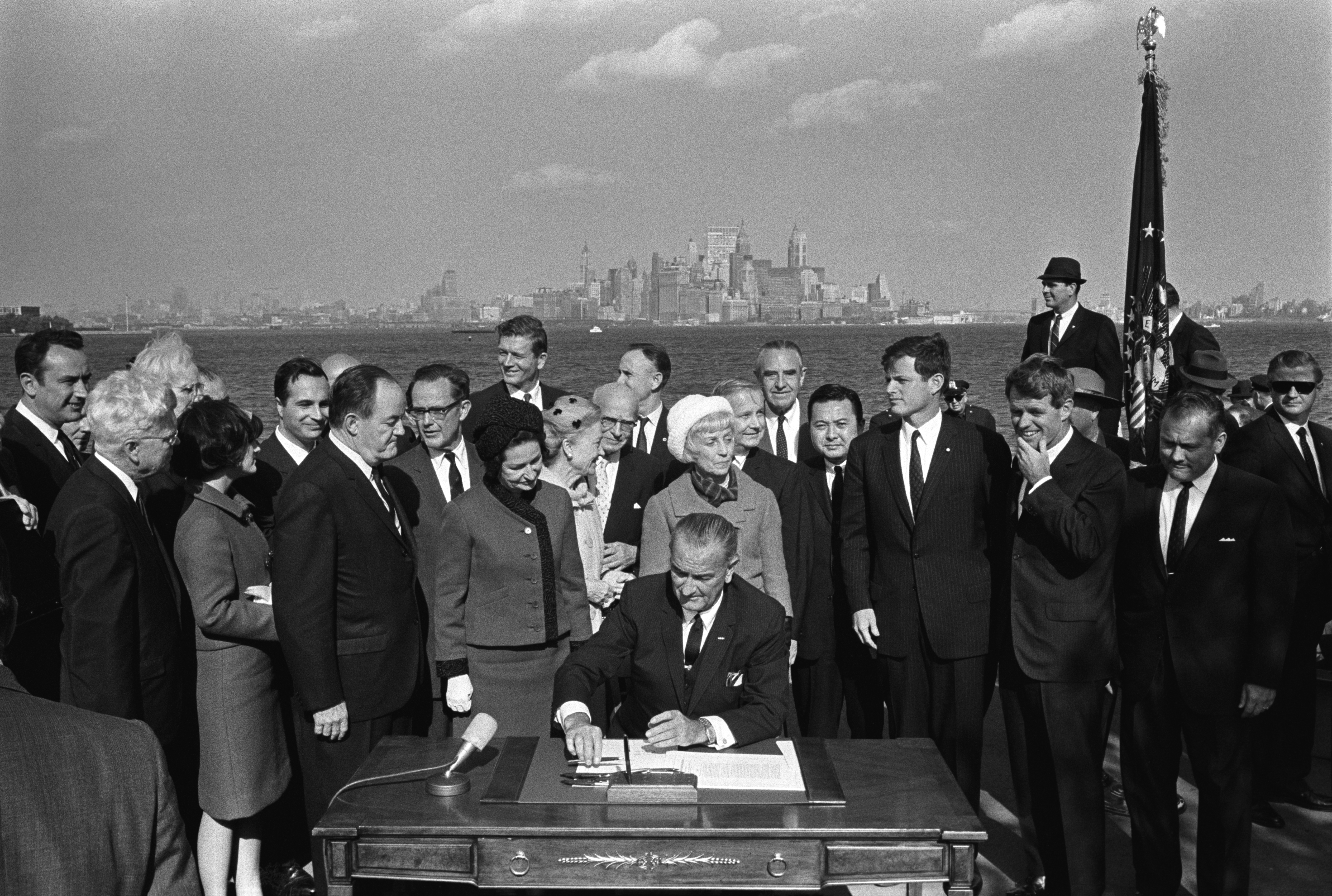
Tổng thống Lyndon B. Johnson ký ban hành đạo luật, có Phó Tổng thống Hubert Humphrey, Thượng nghị sĩ Ted Kennedy, Thượng nghị sĩ Robert F. Kennedy và những người khác chứng kiến.

Luật Nhập cư và Quốc tịch năm 1965 trải qua nhiều giai đoạn tại Quốc hội trước khi được thông qua. Từ ngày 14 tháng 3 năm 1960 đến ngày 19 tháng 8 năm 1965, dự luật được trình nhiều lần tại Thượng viện. Vào thời chính quyền Kennedy, dự luật không được Quốc hội thông qua vì Thượng nghị sĩ James Eastland (Dân chủ-MS), Hạ nghị sĩ Michael Feighan (Dân chủ-OH) và Hạ nghị sĩ Francis Walter (Dân chủ-PA) kiểm soát các tiểu ban nhập cư của Quốc hội và đều phản đối cải cách nhập cư. Tổng thống Lyndon B. Johnson vận động Quốc hội thông qua cải cách nhập cư khi kế nhiệm Kennedy vào ngày 8 tháng 1 năm 1964 nhưng bất thành. Phải đến ngày 4 tháng 1 năm 1965, khi Tổng thống Johnson có bài phát biểu nhậm chức về cải cách nhập cư thì các tiểu ban nhập cư của Quốc hội mới bắt đầu xem xét dự luật.

### Trình dự luật
Với sự ủng hộ của chính quyền Johnson, Hạ nghị sĩ Emanuel Celler (Dân chủ-NY), chủ nhiệm Ủy ban Tư pháp, trình dự luật Nhập cư và Quốc tịch H.R. 2580 trước Hạ viện. Celler biết rõ dự luật sẽ khó trình biểu quyết vì cơ quan thẩm tra dự luật là Tiểu ban Nhập cư và Quốc tịch mà chủ tịch là Hạ nghị sĩ Feighan, một nghị sĩ phản đối cải cách nhập cư. Sau cùng, Celler và Feighan thỏa hiệp ưu tiên nhập cư theo diện đoàn tụ gia đình hơn nhập cư theo diện lao động, kỹ thuật. Sau đó, Thượng nghị sĩ Philip Hart (Dân chủ-MI) trình dự luật Nhập cư và Quốc tịch S.500 trước Thượng viện.

### Điều trần tại Quốc hội
Tại các phiên điều trần của Tiểu ban Nhập cư và Nhập tịch của Ủy ban Tư pháp Thượng viện, nhiều cá nhân, quan chức, tổ chức bày tỏ quan điểm ủng hộ dự luật. Nhiều quan chức cấp cao như Bộ trưởng Bộ Ngoại giao Dean Rusk và Trợ lý Ngoại trưởng phụ trách các vấn đề lãnh sự Abba P. Schwartz tích cực ủng hộ dự luật. Nhiều tổ chức văn hóa và dân quyền ủng hộ dự luật, cho rằng đạo luật sẽ loại bỏ sự phân biệt chủng tộc của hạn ngạch nhập cư và cải thiện hình ảnh của Hoa Kỳ đối với những nước có hạn ngạch nhập cư thấp. Nhiều cá nhân, tổ chức cũng tin rằng đạo luật sẽ cải thiện nền kinh tế Hoa Kỳ bằng cách thu hút công nhân lành nghề nhập cư vào Hoa Kỳ.
Nhiều tổ chức, nhà vận động hành lang bày tỏ quan điểm phản đối dự luật. Nhiều thành phần đối lập cho rằng dự luật sẽ làm phương hại phúc lợi của Hoa Kỳ. Điểm chung của các lập luận phản đối là việc cho phép nhiều người nhập cư vào Hoa Kỳ hơn sẽ tước đi cơ hội việc làm của lực lượng lao động người Mỹ. Những tổ chức nông dân cho rằng đạo luật sẽ tác động xấu đến ngành nông nghiệp Hoa Kỳ vì việc giới hạn số lượng người nhập cư từ Tây Bán cầu sẽ gây tình trạng thiếu hụt lao động trong những mùa canh tác quan trọng.

### Kết quả biểu quyết
Dự luật Nhập cư và Quốc tịch năm 1965 được đông đảo nghị sĩ ủng hộ sau khi được các tiểu ban thẩm tra, thông qua. Thượng nghị sĩ Philip Hart trình dự luật trước Thượng viện và dự luật được Tiểu ban Nhập cư và Nhập tịch của Ủy ban Tư pháp thẩm tra. Hạ nghị sĩ Emanuel Celler trình dự luật trước Hạ viện. Dự luật được Hạ viện thông qua với 320 phiếu thuận, 70 phiếu chống và được Thượng viện thông qua với 76 phiếu thuận, 18 phiếu chống. Tổng cộng 74% số nghị sĩ Đảng Dân chủ và 85% số nghị sĩ Đảng Cộng hòa biểu quyết thông qua dự luật. Hầu hết những nghị sĩ biểu quyết chống thuộc Đảng Dân chủ đến từ Nam Hoa Kỳ. Khi tranh luận tại về tác động của đạo luật, Thượng nghị sĩ Ted Kennedy nói rằng "các thành phố của chúng ta sẽ không chìm trong một triệu người nhập cư hàng năm. ... Thứ hai, thành phần chủng tộc của đất nước này sẽ không bị xáo trộn."

Thượng nghị sĩ Hiram Fong (Quảng Hữu Lương) (Cộng hòa-HI) giải đáp các câu hỏi về khả năng người châu Á nhập cư sẽ thay đổi văn hóa Hoa Kỳ:
Người châu Á chiếm sáu phần mười của 1% dân số Hoa Kỳ ... đối với Nhật Bản, chúng tôi ước tính  sẽ có tổng cộng 5.391 người nhập cư trong 5 năm đầu tiên ... số lượng người châu Á sẽ không bao giờ đạt 1% dân số ... Nhân dân Hoa Kỳ không phải bận tâm vì văn hóa của chúng ta sẽ không bao giờ thay đổi.— Thượng viện Hoa Kỳ, Tiểu ban Nhập cư và Nhập tịch của Ủy ban Tư pháp, Washington, D.C., ngày 10 tháng 2 năm 1965, pp.71, 119.

Hạ nghị sĩ Michael A. Feighan (Dân chủ - OH-20) và một vài hạ nghị sĩ Đảng Dân chủ khác đề nghị ưu tiên "đoàn tụ gia đình" so với "lao động" trong việc cấp thị thực vì sẽ duy trì được thành phần chủng tộc của Hoa Kỳ. Thay đổi này dẫn đến hiện tượng nhập cư dây chuyền trong xu hướng nhập cư vào Hoa Kỳ. Quy định cấm phân biệt đối xử về chủng tộc và nguồn gốc dân tộc của đạo luật làm thay đổi đáng kể thành phần nhân khẩu của Hoa Kỳ.
Trong thời gian đạo luật được thảo luận tại nghị trường, có hai tu chính án được đề xuất nhằm thay đổi quy định về Tây Bán cầu, Tại Hạ viện, Tu chính án MacGregor quy định giới hạn số lượng người nhập cư từ Tây Bán cầu ở 115.000 người nhưng bị bác bỏ. Tại Thượng viện, một tu chính án tương tự được đề xuất nhưng cũng bị bác bỏ.

### Ký ban hành
Ngày 3 tháng 10 năm 1965, Tổng thống Lyndon B. Johnson ký ban hành Luật Nhập cư và Quốc tịch năm 1965 tại Đảo Liberty, Thành phố New York nhằm đánh dấu tính lịch sử của đạo luật. Ông tuyên bố rằng "chế độ [cũ] vi phạm nguyên tắc cơ bản của nền dân chủ Hoa Kỳ, là nguyên tắc coi trọng và khen thưởng mỗi người vì thành tích cá nhân. Nó hoàn toàn trái với bản chất của Hoa Kỳ, bởi vì nó phản bội niềm tin đã đưa hàng nghìn người đến những bờ biển này ngay cả trước khi chúng ta là một quốc gia."

## Quy định
Luật Nhập cư và Quốc tịch năm 1965 sửa đổi, bổ sung Luật Nhập cư và Quốc tịch năm 1952 (được gọi là Luật McCarran–Walter). Đạo luật giữ nguyên một số quy định của Luật Nhập cư năm 1924 nhưng thành lập và mở rộng các diện nhập cư. Một mặt đạo luật duy trì hạn ngạch nhập cư đối với mỗi quốc gia, là chính sách nhập cư của Hoa Kỳ từ thập niên 20, mặt khác đạo luật quy định các diện nhập cư ưu tiên.
Một trong những điểm mới của đạo luật là bãi bỏ hạn ngạch nguồn gốc dân tộc trong chính sách nhập cư và cấm phân biệt đối xử về nguồn gốc dân tộc và chủng tộc trong việc cấp thị thực.
Luật Nhập cư và Quốc tịch năm 1965 quy định bảy diện thị thực ưu tiên dành cho người thân của công dân Hoa Kỳ và thường trú nhân, chuyên gia và cá nhân có kỹ năng chuyên môn.
- Bảy diện thị thực ưu tiên được chia thành diện gia đình và diện lao động, kỹ năng. Thị thực diện gia đình được cấp cho con cái chưa kết hôn của công dân Hoa Kỳ, con cái chưa kết hôn và vợ chồng của thường trú nhân, con cái đã kết hôn và người phụ thuộc của họ của công dân Hoa Kỳ và anh chị em và người phụ thuộc của họ của công dân Hoa Kỳ. Thị thực diện lao động, kỹ năng được cấp cho cá nhân có năng lực phi thường hoặc kiến thức quan trọng về nghệ thuật, khoa học, kinh doanh hoặc giải trí và người phụ thuộc của họ; công nhân lành nghề trong những ngành nghề thiếu hụt lao động; nhà đầu tư; người hoạt động tôn giáo; và người nước ngoài đã phục vụ trong quân đội Hoa Kỳ. Người tị nạn cũng có thể được cấp thị thực diện lao động, kỹ năng.[10][39]

Người thân trực hệ và "người nhập cư đặc biệt" không phải chịu giới hạn nhập cư. "Người thân trực hệ" được định nghĩa là con cái, vợ chồng của công dân Hoa Kỳ và cha mẹ của công dân Hoa Kỳ đủ 21 tuổi trở lên. "Người nhập cư đặc biệt" gồm sáu diện, bao gồm:
- Một người nhập cư ra nước ngoài trong một khoảng thời gian ngắn;
- Một người nhập cư và người phụ thuộc của người nhập cư tiến hành các hoạt động tôn giáo và cần phải ở lại Hoa Kỳ nhằm phục vụ một tôn giáo;
- Một người nhập cư và người phụ thuộc của người nhập cư hiện hoặc từng là một nhân viên chính phủ Hoa Kỳ ở nước ngoài. Người nhập cư phải phục vụ chính phủ ít nhất 15 năm và phải được Bộ Ngoại giao giới thiệu;
- Một người nhập cư dưới 14 tuổi là người thân trực hệ của một công dân Hoa Kỳ mà không được cha mẹ chăm sóc vì những lý do như cha mẹ qua đời hoặc bị bỏ rơi.[10]

Đạo luật lần đầu tiên giới hạn số lượng nhập cư từ Tây Bán cầu và tăng số lượng thị thực cấp cho người nhập cư từ Đông Bán cầu. Trước đó, người nhập cư từ Tây Bán cầu chỉ cần có một công dân Hoa Kỳ bảo lãnh để không bị từ chối thị thực vì thuộc diện gánh nặng xã hội và không cần phải đáp ứng yêu cầu về kỹ năng chuyên môn.
Đạo luật quy định bộ trưởng Bộ Lao động quyết định có hay không tình trạng thiếu hụt lao động trong một ngành nghề nhất định để cấp thị thực theo diện lao động, kỹ thuật.
Điều ước Jay năm 1794 giữa Hoa Kỳ và Anh tiếp tục được áp dụng, cho phép người Mỹ bản địa sinh ra tại Canada tự do đi lại.

### Tác động trực tiếp đối với số lượng nhập cư theo hạn ngạch

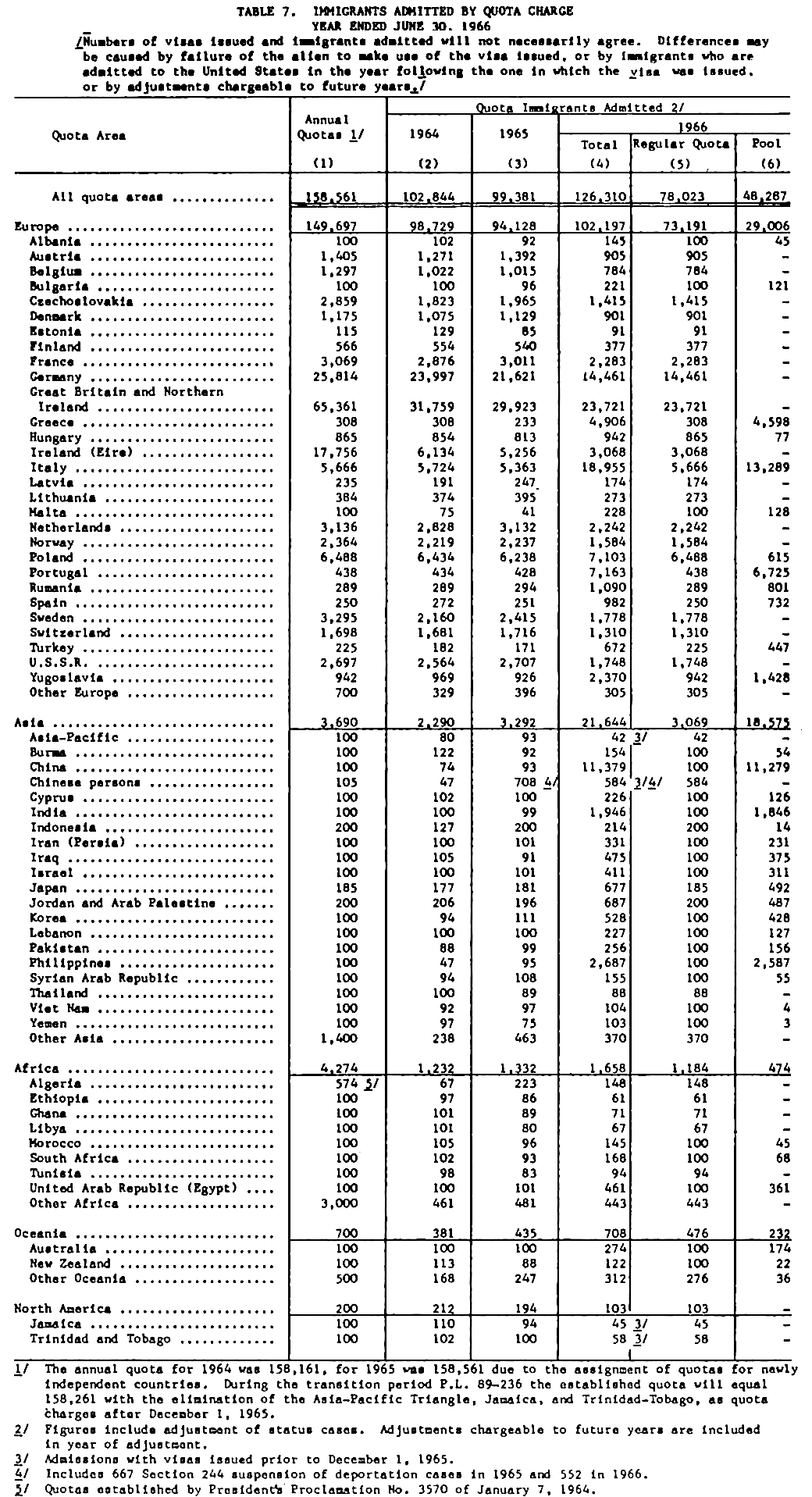
Hạn ngạch nhập cư vào Hoa Kỳ từ các nước Đông Bán cầu từ năm tài chính 1964 đến ngày 30 tháng 6 năm 1966

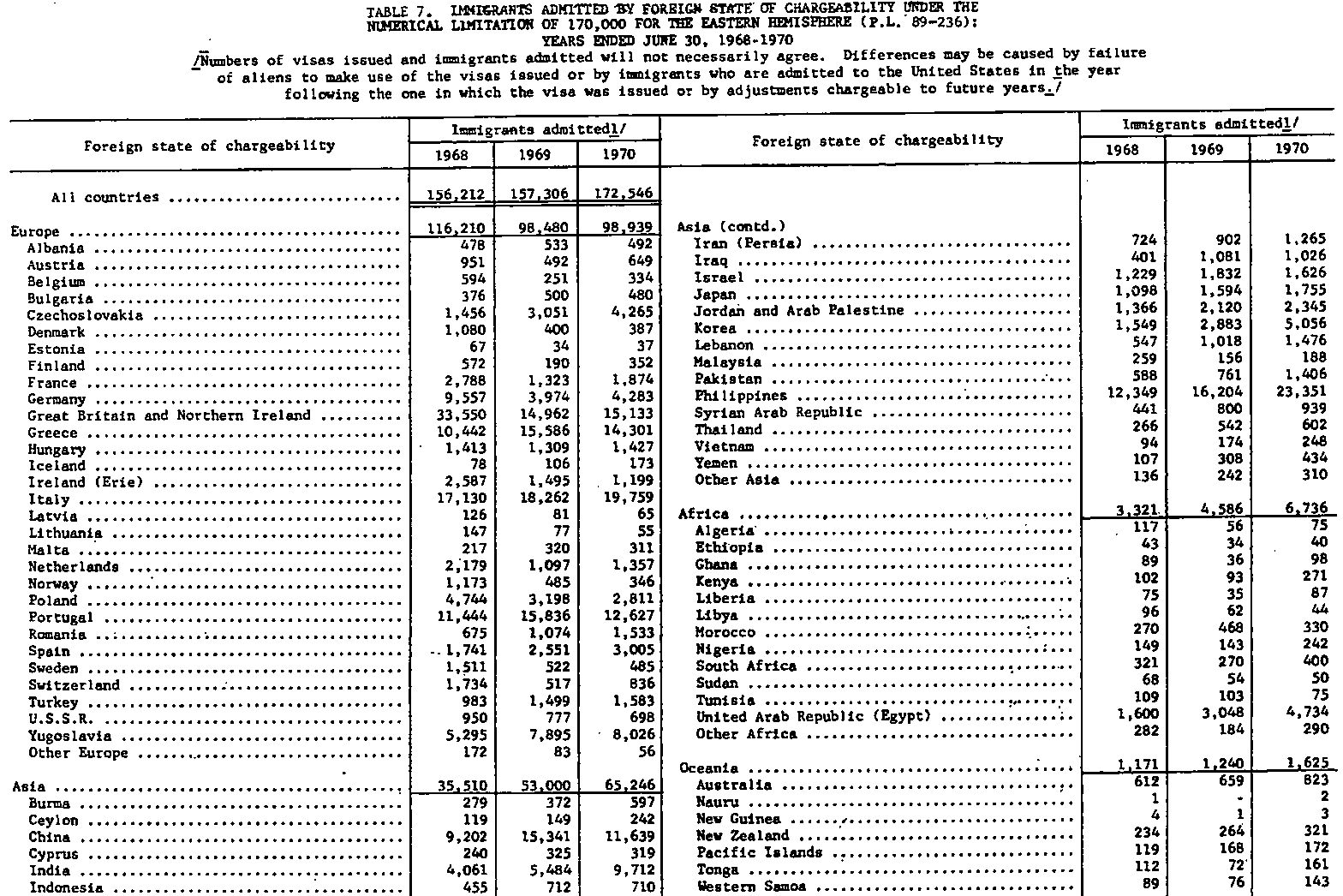
Hạn ngạch nhập cư vào Hoa Kỳ từ các nước Đông Bán cầu từ năm tài chính 1968 đến ngày 30 tháng 6 năm 1970

Luật Nhập cư và Quốc tịch năm 1965 bãi bỏ quy định hạn ngạch nguồn gốc dân tộc của Luật Nhập cư và Quốc tịch năm 1952 trong hai giai đoạn:
- Từ ngày 1 tháng 12 năm 1965, hạn ngạch nguồn gốc dân tộc tiếp tục được áp dụng cho đến ngày 30 tháng 6 năm 1968 nhưng hạn ngạch dôi dư được bổ sung cho những nước đã đạt hạn ngạch theo nguyên tắc thứ tự.[43] Tuy đạo luật vẫn ưu tiên nhập cư từ châu Âu nhưng nhập cư từ những nước chịu hạn ngạch cao đã giảm đáng kể xuống dưới hạn ngạch. Năm 1965, 296.697 người nhập cư vào Hoa Kỳ 158.561 người.
- Từ ngày 1 tháng 7 năm 1968, chế độ hạn ngạch nguồn gốc dân tộc bị bãi bỏ, giới hạn nhập cư theo bán cầu có hiệu lực. Nhập cư từ Đông Bán cầu bị giới hạn ở 170.000 người theo nguyên tắc thứ tự, nhập cư từ mỗi nước không được vượt 20.000 người. Lần đầu tiên nhập cư từ Tây Bán cầu bị giới hạn ở 120.000 người mỗi năm.[24]

Bảng dưới đây liệt kê số lượng người nhập cư từ các nước Đông Bán cầu trong năm 1965, là năm cuối cùng hạn ngạch nguồn gốc dân tộc được áp dụng, thời kỳ chuyển tiếp từ năm 1966 đến năm 1968 và từ năm 1969 đến năm 1970, là hai năm đầu tiên sau khi hạn ngạch nguồn gốc dân tộc bị bãi bỏ hoàn toàn.
| Quốc gia chịu hạn ngạch nhập cư vào Hoa Kỳ              | Hạn ngạch nguồn gốc dân tộc | Hạn ngạch nguồn gốc dân tộc | Hạn ngạch nguồn gốc dân tộc | Hạn ngạch nguồn gốc dân tộc | Thời kỳ chuyển tiếp | Thời kỳ chuyển tiếp | Thời kỳ chuyển tiếp | Thời kỳ chuyển tiếp | Hạn ngạch bị bãi bỏ | Hạn ngạch bị bãi bỏ | Hạn ngạch bị bãi bỏ | Hạn ngạch bị bãi bỏ |
| Quốc gia chịu hạn ngạch nhập cư vào Hoa Kỳ              | Hạn ngạch                   | %                           | 1965                        | %                           | 1966                | %                   | 1968                | %                   | 1969                | %                   | 1970                | %                   |
| ------------------------------------------------------- | --------------------------- | --------------------------- | --------------------------- | --------------------------- | ------------------- | ------------------- | ------------------- | ------------------- | ------------------- | ------------------- | ------------------- | ------------------- |
| Albania                                                 | 100                         | 0.06%                       | 92                          | 0.09%                       | 145                 | 0.11%               | 478                 | 0.31%               | 533                 | 0.34%               | 492                 | 0.29%               |
| Úc                                                      | 100                         | 0.06%                       | 100                         | 0.10%                       | 274                 | 0.22%               | 612                 | 0.39%               | 659                 | 0.42%               | 823                 | 0.48%               |
| Áo                                                      | 1,405                       | 0.89%                       | 1,392                       | 1.40%                       | 905                 | 0.72%               | 951                 | 0.61%               | 492                 | 0.31%               | 649                 | 0.38%               |
| Bỉ                                                      | 1,297                       | 0.82%                       | 1,015                       | 1.02%                       | 784                 | 0.62%               | 594                 | 0.38%               | 251                 | 0.16%               | 334                 | 0.19%               |
| Bulgaria                                                | 100                         | 0.06%                       | 96                          | 0.10%                       | 221                 | 0.17%               | 376                 | 0.24%               | 500                 | 0.32%               | 480                 | 0.28%               |
| Burma                                                   | 100                         | 0.06%                       | 92                          | 0.09%                       | 154                 | 0.12%               | 279                 | 0.18%               | 372                 | 0.24%               | 597                 | 0.35%               |
| Trung Hoa Dân Quốc                                      | 205                         | 0.13%                       | 134                         | 0.13%                       | 11,411              | 9.03%               | 9,202               | 5.89%               | 15,341              | 9.75%               | 11,639              | 6.75%               |
| Síp                                                     | 100                         | 0.06%                       | 100                         | 0.10%                       | 226                 | 0.18%               | 240                 | 0.15%               | 325                 | 0.21%               | 319                 | 0.18%               |
| Tiệp Khắc                                               | 2,859                       | 1.80%                       | 1,965                       | 1.98%                       | 1,415               | 1.12%               | 1,456               | 0.93%               | 3,051               | 1.94%               | 4,265               | 2.47%               |
| Đan Mạch                                                | 1,175                       | 0.74%                       | 1,129                       | 1.14%                       | 901                 | 0.71%               | 1,080               | 0.69%               | 400                 | 0.25%               | 387                 | 0.22%               |
| Ai Cập (Cộng hòa Ả Rập Thống nhất)                      | 100                         | 0.06%                       | 101                         | 0.10%                       | 461                 | 0.36%               | 1,600               | 1.02%               | 3,048               | 1.94%               | 4,734               | 2.74%               |
| Estonia                                                 | 115                         | 0.07%                       | 85                          | 0.09%                       | 91                  | 0.07%               | 67                  | 0.04%               | 34                  | 0.02%               | 37                  | 0.02%               |
| Phần Lan                                                | 566                         | 0.36%                       | 540                         | 0.54%                       | 377                 | 0.30%               | 572                 | 0.37%               | 190                 | 0.12%               | 352                 | 0.20%               |
| Pháp                                                    | 3,069                       | 1.94%                       | 3,011                       | 3.03%                       | 2,283               | 1.81%               | 2,788               | 1.78%               | 1,323               | 0.84%               | 1,874               | 1.09%               |
| Đức                                                     | 25,814                      | 16.28%                      | 21,621                      | 21.76%                      | 14,461              | 11.45%              | 9,557               | 6.12%               | 3,974               | 2.53%               | 4,283               | 2.48%               |
| Hy Lạp                                                  | 308                         | 0.19%                       | 233                         | 0.23%                       | 4,906               | 3.88%               | 10,442              | 6.68%               | 15,586              | 9.91%               | 14,301              | 8.29%               |
| Hungary                                                 | 865                         | 0.55%                       | 813                         | 0.82%                       | 942                 | 0.75%               | 1,413               | 0.90%               | 1,309               | 0.83%               | 1,427               | 0.83%               |
| Iceland                                                 | 100                         | 0.06%                       | 95                          | 0.10%                       | 62                  | 0.05%               | 78                  | 0.05%               | 106                 | 0.07%               | 173                 | 0.10%               |
| Ấn Độ                                                   | 100                         | 0.06%                       | 99                          | 0.10%                       | 1,946               | 1.54%               | 4,061               | 2.60%               | 5,484               | 3.49%               | 9,712               | 5.63%               |
| Indonesia                                               | 200                         | 0.13%                       | 200                         | 0.20%                       | 214                 | 0.17%               | 455                 | 0.29%               | 712                 | 0.45%               | 710                 | 0.41%               |
| Iran                                                    | 100                         | 0.06%                       | 101                         | 0.10%                       | 331                 | 0.26%               | 724                 | 0.46%               | 902                 | 0.57%               | 1,265               | 0.73%               |
| Iraq                                                    | 100                         | 0.06%                       | 91                          | 0.09%                       | 475                 | 0.38%               | 401                 | 0.26%               | 1,081               | 0.69%               | 1,026               | 0.59%               |
| Ireland                                                 | 17,756                      | 11.20%                      | 5,256                       | 5.29%                       | 3,068               | 2.43%               | 2,587               | 1.66%               | 1,495               | 0.95%               | 1,199               | 0.69%               |
| Israel                                                  | 100                         | 0.06%                       | 101                         | 0.10%                       | 411                 | 0.33%               | 1,229               | 0.79%               | 1,832               | 1.16%               | 1,626               | 0.94%               |
| Ý                                                       | 5,666                       | 3.57%                       | 5,363                       | 5.40%                       | 18,955              | 15.01%              | 17,130              | 10.97%              | 18,262              | 11.61%              | 19,759              | 11.45%              |
| Nhật Bản                                                | 185                         | 0.12%                       | 181                         | 0.18%                       | 677                 | 0.54%               | 1,098               | 0.70%               | 1,594               | 1.01%               | 1,755               | 1.02%               |
| Jordan và Palestine                                     | 200                         | 0.13%                       | 196                         | 0.20%                       | 687                 | 0.54%               | 1,366               | 0.87%               | 2,120               | 1.35%               | 2,345               | 1.36%               |
| Triều Tiên                                              | 100                         | 0.06%                       | 111                         | 0.11%                       | 528                 | 0.42%               | 1,549               | 0.99%               | 2,883               | 1.83%               | 5,056               | 2.93%               |
| Latvia                                                  | 235                         | 0.15%                       | 247                         | 0.25%                       | 174                 | 0.14%               | 126                 | 0.08%               | 81                  | 0.05%               | 65                  | 0.04%               |
| Liban                                                   | 100                         | 0.06%                       | 100                         | 0.10%                       | 227                 | 0.18%               | 547                 | 0.35%               | 1,018               | 0.65%               | 1,476               | 0.86%               |
| Litva                                                   | 384                         | 0.24%                       | 395                         | 0.40%                       | 273                 | 0.22%               | 147                 | 0.09%               | 77                  | 0.05%               | 55                  | 0.03%               |
| Malta                                                   | 100                         | 0.06%                       | 41                          | 0.04%                       | 228                 | 0.18%               | 217                 | 0.14%               | 320                 | 0.20%               | 311                 | 0.18%               |
| Maroc                                                   | 100                         | 0.06%                       | 96                          | 0.10%                       | 145                 | 0.11%               | 270                 | 0.17%               | 468                 | 0.30%               | 330                 | 0.19%               |
| New Zealand                                             | 100                         | 0.06%                       | 88                          | 0.09%                       | 122                 | 0.10%               | 234                 | 0.15%               | 264                 | 0.17%               | 321                 | 0.19%               |
| Hà Lan                                                  | 3,136                       | 1.98%                       | 3,132                       | 3.15%                       | 2,242               | 1.78%               | 2,179               | 1.39%               | 1,097               | 0.70%               | 1,357               | 0.79%               |
| Na Uy                                                   | 2,364                       | 1.49%                       | 2,237                       | 2.25%                       | 1,584               | 1.25%               | 1,173               | 0.75%               | 485                 | 0.31%               | 346                 | 0.20%               |
| Pakistan                                                | 100                         | 0.06%                       | 99                          | 0.10%                       | 256                 | 0.20%               | 588                 | 0.38%               | 761                 | 0.48%               | 1,406               | 0.81%               |
| Philippines                                             | 100                         | 0.06%                       | 95                          | 0.10%                       | 2,687               | 2.13%               | 12,349              | 7.91%               | 16,204              | 10.30%              | 23,351              | 13.53%              |
| Ba Lan                                                  | 6,488                       | 4.09%                       | 6,238                       | 6.28%                       | 7,103               | 5.62%               | 4,744               | 3.04%               | 3,198               | 2.03%               | 2,811               | 1.63%               |
| Bồ Đào Nha                                              | 438                         | 0.28%                       | 428                         | 0.43%                       | 7,163               | 5.67%               | 11,444              | 7.33%               | 15,836              | 10.07%              | 12,627              | 7.32%               |
| Romania                                                 | 289                         | 0.18%                       | 294                         | 0.30%                       | 1,090               | 0.86%               | 675                 | 0.43%               | 1,074               | 0.68%               | 1,533               | 0.89%               |
| Nam Phi                                                 | 100                         | 0.06%                       | 93                          | 0.09%                       | 168                 | 0.13%               | 321                 | 0.21%               | 270                 | 0.17%               | 400                 | 0.23%               |
| Liên Xô                                                 | 2,697                       | 1.70%                       | 2,707                       | 2.72%                       | 1,748               | 1.38%               | 950                 | 0.61%               | 777                 | 0.49%               | 698                 | 0.40%               |
| Tây Ban Nha                                             | 250                         | 0.16%                       | 251                         | 0.25%                       | 982                 | 0.78%               | 1,741               | 1.11%               | 2,551               | 1.62%               | 3,005               | 1.74%               |
| Thụy Điển                                               | 3,295                       | 2.08%                       | 2,415                       | 2.43%                       | 1,778               | 1.41%               | 1,511               | 0.97%               | 522                 | 0.33%               | 485                 | 0.28%               |
| Thụy Sĩ                                                 | 1,698                       | 1.07%                       | 1,716                       | 1.73%                       | 1,310               | 1.04%               | 1,734               | 1.11%               | 517                 | 0.33%               | 836                 | 0.48%               |
| Syria                                                   | 100                         | 0.06%                       | 108                         | 0.11%                       | 155                 | 0.12%               | 441                 | 0.28%               | 800                 | 0.51%               | 939                 | 0.54%               |
| Thái Lan                                                | 100                         | 0.06%                       | 89                          | 0.09%                       | 88                  | 0.07%               | 266                 | 0.17%               | 542                 | 0.34%               | 602                 | 0.35%               |
| Thổ Nhĩ Kỳ                                              | 225                         | 0.14%                       | 171                         | 0.17%                       | 672                 | 0.53%               | 983                 | 0.63%               | 1,499               | 0.95%               | 1,583               | 0.92%               |
| Anh Quốc                                                | 65,361                      | 41.22%                      | 29,923                      | 30.11%                      | 23,721              | 18.78%              | 33,550              | 21.48%              | 14,962              | 9.51%               | 15,133              | 8.77%               |
| Việt Nam                                                | 100                         | 0.06%                       | 97                          | 0.10%                       | 104                 | 0.08%               | 94                  | 0.06%               | 174                 | 0.11%               | 248                 | 0.14%               |
| Yemen                                                   | 100                         | 0.06%                       | 75                          | 0.08%                       | 103                 | 0.08%               | 107                 | 0.07%               | 308                 | 0.20%               | 434                 | 0.25%               |
| Nam Tư                                                  | 942                         | 0.59%                       | 926                         | 0.93%                       | 2,370               | 1.88%               | 5,295               | 3.39%               | 7,895               | 5.02%               | 8,026               | 4.65%               |
| Tổng số lượng nhập cư từ châu Âu                        | 149,697                     | 94.41%                      | 94,128                      | 94.71%                      | 102,197             | 80.91%              | 116,210             | 74.39%              | 98,480              | 62.60%              | 98,939              | 57.34%              |
| Tổng số lượng nhập cư từ châu Á                         | 3,690                       | 2.33%                       | 3,292                       | 3.31%                       | 21,644              | 17.14%              | 35,510              | 22.73%              | 53,000              | 33.69%              | 65,246              | 37.81%              |
| Tổng số lượng nhập cư từ châu Phi                       | 4,274                       | 2.70%                       | 1,332                       | 1.34%                       | 1,658               | 1.31%               | 3,321               | 2.13%               | 4,586               | 2.92%               | 6,736               | 3.90%               |
| Tổng số lượng nhập cư từ tất cả các nước chịu hạn ngạch | 158,561                     | 100.00%                     | 99,381                      | 100.00%                     | 126,310             | 100.00%             | 156,212             | 100.00%             | 157,306             | 100.00%             | 172,546             | 100.00%             |

## Tác động lâu dài

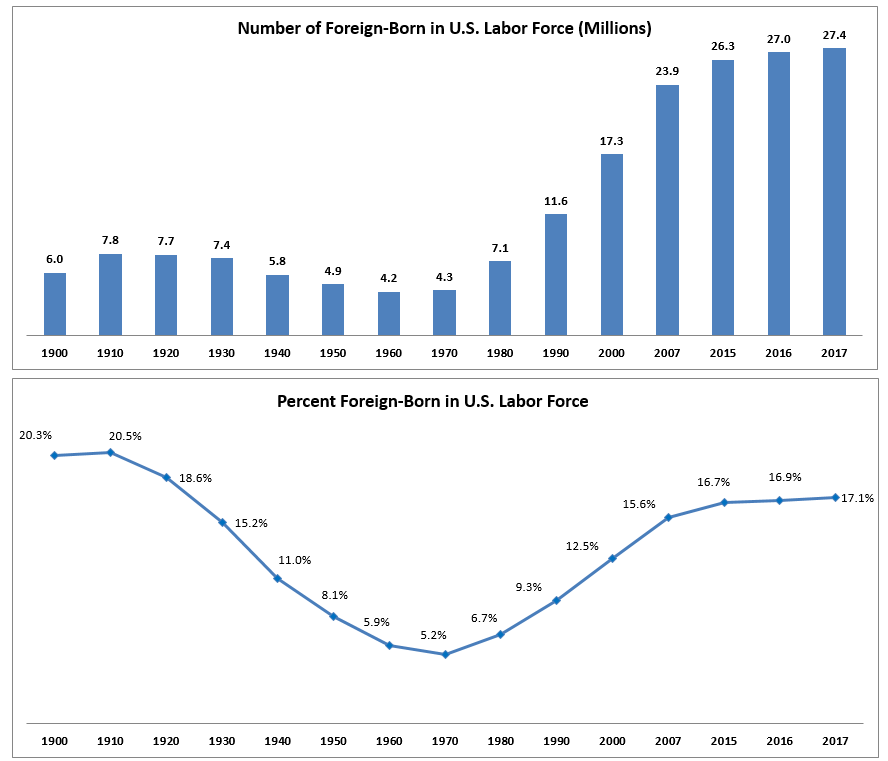
Số lượng người lao động Hoa Kỳ sinh ra ở nước ngoài 1900-2015

Những người ủng hộ Luật Nhập cư và Quốc tịch năm 1965 lập luận rằng đạo luật sẽ không thay đổi văn hóa Hoa Kỳ. Tổng thống Johnson nói rằng dự luật "không phải là một dự luật cách mạng. Dự luật không ảnh hưởng đến cuộc sống của hàng triệu người dân." Bộ trưởng Ngoại giao Dean Rusk và những chính trị gia khác, bao gồm Thượng nghị sĩ Ted Kennedy, đều khẳng định rằng dự luật sẽ không tác động đến thành phần nhân khẩu của Hoa Kỳ. Tuy nhiên, số lượng người nhập cư vào Hoa Kỳ từ châu Á, châu Phi, Tây Ấn và châu Mỹ gia tăng sau khi đạo luật được ban hành. Đạo luật lần đầu tiên giới hạn số lượng người nhập cư từ các nước châu Mỹ, bao gồm México. Trung tâm Nghiên cứu Pew ước tính nhân khẩu Hoa Kỳ nếu không có những làn sóng nhập cư từ khi đạo luật được ban hành như sau: 75% người Mỹ da trắng, 14% người Mỹ gốc Phi, 8% người Mỹ gốc Latinh và Tây Ban Nha, ít hơn 1% người Mỹ gốc Á.
Trong 20 năm sau khi đạo luật được ban hành, 25.000 người lao động Philippines, bao gồm hàng ngàn y tá, điều dưỡng viên, nhập cư vào Hoa Kỳ theo diện thị thực lao động.
Diện đoàn tụ gia đình làm tăng đáng kể số lượng người nhập cư vào Hoa Kỳ, bao gồm người châu Âu. Từ năm 1960 đến năm 1975, 20.000 người Ý nhập cư vào Hoa Kỳ hàng năm theo diện đoàn tụ gia đình. Tổng số lượng người nhập cư tăng gấp đôi từ năm 1965 đến năm 1970 và từ năm 1970 đến năm 1990. Từ năm 1960 đến năm 1970, người nhập cư chiếm 11% tăng trưởng dân số Hoa Kỳ, 33% từ năm 1970 đến năm 1980 và 39% từ năm 1980 đến năm 1990. Tỷ lệ dân số Hoa Kỳ sinh ra ở nước ngoài tăng từ 5% vào năm 1965 lên 14% vào năm 2016.
Việc bãi bỏ hạn ngạch nguồn gốc dân tộc, giới hạn số lượng người nhập cư từ Tây Bán cầu và nhu cầu người lao động nhập cư cao của các công ty Hoa Kỳ làm tăng số lượng người nhập cư bất hợp pháp tại Hoa Kỳ sau năm 1965, đặc biệt là ở khu vực tây nam. Những chính sách trong Luật Cải cách, kiểm soát nhập cư năm 1986 nhằm siết chặt nhập cư qua biên giới México–Hoa Kỳ khiến nhiều người lao động nhập cư bất hợp pháp ở lại Hoa Kỳ.
Quy định bãi bỏ hạn ngạch nguồn gốc dân tộc đã hạn chế những nỗ lực siết chặt nhập cư trong những năm gần đây. Tháng 1 năm 2017, Tổng thống Donald Trump ban hành Sắc lệnh 13769, tạm dừng nhập cư từ bảy nước Hồi giáo. Tuy nhiên, sắc lệnh bị tòa án liên bang hủy bỏ vì vi phạm quy định cấm phân biệt đối xử về chủng tộc và tôn giáo của Luật Nhập cư và Quốc tịch năm 1965. Tháng 6 năm 2017, Tòa án tối cao Hoa Kỳ hủy quyết định của cả hai tòa án phúc thẩm và cho phép lệnh cấm có hiệu lực nhưng miễn áp dụng đối với một người có "mối quan hệ chân thật" với một người hoặc tổ chức tại Hoa Kỳ. Tháng 12 năm 2017, Tòa án tối cao cho phép Sắc lệnh 13780 thay thế Sắc lệnh 13769 có hiệu lực. Tháng 6 năm 2018, Tòa án tối cao chứng thực lệnh cấm nhập cư, phán quyết rằng những phát ngôn kích động bài Hồi giáo của tổng thống không phải là cơ sở hủy bỏ quyền hạn về biên phòng của tổng thống, được Quốc hội ủy quyền trong hàng chục năm lập pháp về nhập cư.